# Parecoxib
Parecoxib ist ein Arzneistoff aus der Gruppe der selektiven COX-2-Hemmer (Cyclooxygenase-2-Hemmer) und wird von der Firma Pfizer unter dem Handelsnamen Dynastat vertrieben. Parecoxib ist wegen Sicherheitsbedenken in den USA nicht zugelassen und in der Schweiz vom Markt genommen worden. Verwendet wird das Natriumsalz.

## Pharmakologie

### Pharmakokinetik
Parecoxib ist das wasserlösliche und parenteral applizierbare Prodrug des ehemals vertriebenen, aber außer Handel gesetzten, oral applizierbaren Valdecoxib (Handelsname: Bextra). Die Aktivierung erfolgt über eine enzymatische Spaltung mit einer Halbwertszeit von 22 Minuten zum Valdecoxib, dessen Halbwertszeit als eigentliche Wirksubstanz ca. 8 Stunden beträgt, wobei die Elimination über die Leber erfolgt.

### Indikation
Es ist zugelassen zur kurzzeitigen postoperativen Schmerztherapie, vorzugsweise nach zahnchirurgischen, orthopädischen und gynäkologischen Operationen. Für gastrointestinale oder urologische Eingriffe liegen noch wenig Erfahrungen vor. Beim Einsatz ist das individuelle Patientenrisiko bezogen auf Herz-Kreislauf-Erkrankungen abzuwägen.

### Wirkmechanismus
Die schmerzlindernde Wirkung wird über eine selektive Hemmung des Enzyms Cyclooxygenase-2 (COX-2) erreicht, wobei eine Wirkung nach ca. 7–13 Minuten eintritt und der Effekt einer Wirkung von 12 mg Morphin entspricht, wodurch Opioide eingespart werden bzw. eine Opioidtherapie vermieden werden kann. Außerdem ist zu beachten, dass die Substanz keinerlei Einfluss auf die Thrombozytenaggregation und somit auf die Blutungszeit hat.

### Nebenwirkungen
Auf folgende Nebenwirkungen gilt es bei der Behandlung zu achten (Auswahl):
- erhöhtes Kreatinin im Blut (Nierenschädigung)
- gastroduodenale Ulzera
- Hypokaliämie
- periphere Ödeme
- postoperative Anämie
- Schlaflosigkeit
- Verschlechterung einer bestehenden Hypertonie
- schwere kardiovaskuläre Komplikationen[7]

### Kontraindikationen
Als absolute Kontraindikationen gelten (Auswahl):
- Allergie gegen Acetylsalicylsäure, NSAR oder Sulfonamide
- entzündliche Darmerkrankungen
- drittes Trimenon der Schwangerschaft und Stillzeit
- Herzinsuffizienz (NYHA II-IV)
- peptische Ulzerationen oder gastrointestinale Blutungen
- schwere Leberfunktionsstörungen
- Klinisch gesicherte koronare Herzkrankheit, periphere arterielle Verschlusskrankheit und/oder zerebrovaskuläre Erkrankungen

### Anwendung
Parecoxib kann i. m. oder i. v. verabreicht werden.